# Botok (Karas)
Botok is een bestuurslaag in het regentschap Magetan van de provincie Oost-Java, Indonesië. Botok telt 1444 inwoners (volkstelling 2010).